# Wincenty II (patriarcha Serbii)
Wincenty II (serb. Викентије), imię świeckie Witomir Prodanow, serb. Витомир Проданов (ur. 23 sierpnia 1890 w Baćko Petrovo Selo, zm. 5 lipca 1958 w Belgradzie) – patriarcha Serbskiego Kościoła Prawosławnego.

## Życiorys
Po ukończeniu szkoły podstawowej w rodzinnej miejscowości wyjechał do Nowego Sadu, gdzie kontynuował naukę. W 1917 wstąpił do klasztoru Bezdin. W latach 1921–1923 był sekretarzem w urzędzie metropolity w Karlovacu. W 1929 rozpoczął studia na wydziale filozoficznym uniwersytetu w Belgradzie. W latach 1930–1934 napisał kilka prac naukowych poświęconych historii Wojwodiny.
W 1932 objął stanowisko sekretarza generalnego Świętego Synodu Serbskiej Cerkwi Prawosławnej. Chirotonię biskupią otrzymał w 1939 jako metropolita Zety i Strumicy. Rok później został administratorem diecezji ochrydzko-bitolskiej. Po agresji bułgarskiej w 1941 był zmuszony uciekać ze Štipu.
Po śmierci patriarchy Gabriela w maju 1950, najbardziej prawdopodobnym jego następcą był metropolita Czarnogóry – Arseniusz. Wskutek interwencji władz komunistycznych, został on umieszczony w areszcie domowym, a Święty Synod wybrał nowym patriarchą biskupa Wincentego. Patriarcha był uważany za człowieka zależnego od władz komunistycznych – w 1955 wziął udział w przyjęciu urodzinowym Josipa Broza Tity, a w sierpniu 1956 został odznaczony przez Titę z okazji swoich 67 urodzin.
Pochowany w soborze św. Michała Archanioła w Belgradzie.